# Tennis al XII Festival olimpico estivo della gioventù europea
Le competizioni di tennis al XII Festival olimpico estivo della gioventù europea si sono svolte dal 15 al 19 luglio 2013 a Utrecht, nei Paesi Bassi

## Podi

### Ragazzi
| Evento             | Oro                               | Argento                           | Bronzo                      |
| Singolare maschile | Marko Osmakcic                    | Matthias Haim                     | Stefanos Tsitsipas          |
| Doppio maschile    | Jannik Paul Gieße / Louis Wessels | Kristofer Siimar / Mattias Siimar | Filip Malbasić / Kacper Żuk |

### Ragazze
| Evento              | Oro                                  | Argento                    | Bronzo                            |
| Singolare femminile | Viktória Kužmová                     | Dar'ja Kružkova            | Anastasia Detiuc                  |
| Doppio femminile    | Viktória Kužmová / Tereza Mihalíková | Anna Gabric / Vivian Wolff | Ana Akhalkatsi / Mariam Bolkvadze |